# Snell (Familienname)
Snell ist ein deutscher und englischer Familienname.

## Namensträger
- Belinda Snell (* 1981), australische Basketballspielerin
- Bertrand Snell (1870–1958), US-amerikanischer Politiker
- Bruno Snell (1896–1986), deutscher Altphilologe
- Carl Philip Michael Snell (1753–1806), deutscher Geistlicher, Rektor der Domschule in Riga, Stadtpfarrer in Butzbach
- Chris Snell (* 1971), kanadischer Eishockeyspieler
- Christian Wilhelm Snell (1755–1834), deutscher Philosoph und Politiker
- David Snell (Komponist) (1897–1967), US-amerikanischer Komponist
- David Snell (Journalist) (1921–1987), US-amerikanischer Journalist und Cartoonist
- David Rees Snell (* 1966), US-amerikanischer Schauspieler
- Earl Snell (1895–1947), US-amerikanischer Politiker
- Esmond E. Snell (1914–2003), US-amerikanischer Biochemiker
- Friedrich Snell (1813–1878), deutscher Pfarrer und nassauischer Landtagsabgeordneter
- Friedrich Wilhelm Daniel Snell (1761–1827), deutscher Philosoph, Historiker und Mathematiker
- George Davis Snell (1903–1996), US-amerikanischer Genetiker
- György Snell (1949–2021), ungarischer Geistlicher, Weihbischof in Esztergom-Budapest
- Harry Snell, 1. Baron Snell (1865–1944), britischer Politiker
- Harry Snell (Radsportler) (1916–1985), schwedischer Radrennfahrer
- Henry B. Snell (1858–1943), US-amerikanischer impressionistischer Maler und Pädagoge
- Ian Snell (* 1981), US-amerikanischer Baseballspieler
- J. Laurie Snell (James Laurie Snell; 1925–2011), US-amerikanischer Mathematiker
- Jason Snell, US-amerikanischer Spezialeffektkünstler
- Joanne Snell (* 1977), australische Badmintonspielerin von der Norfolkinsel
- Johann Snell († nach 1519), deutscher Buchdrucker
- Johann Peter Snell (1720–1797), deutscher evangelischer Theologe
- John Snell (1923–1972), US-amerikanischer Historiker
- John Blashford-Snell (* 1936), britischer Militär und Forschungsreisender
- Karl Snell (Physiker) (1806–1886), deutscher Mathematiker und Naturphilosoph
- Karl Snell (Pflanzenbauwissenschaftler) (1881–1956), deutscher Pflanzenbauwissenschaftler
- Lionel Snell (* 1945), britischer Magier und Autor
- Ludwig Snell (Politiker) (1785–1854), deutsch-schweizerischer Politiker, Staatsrechtler, Publizist und Pädagoge
- Ludwig Snell (Mediziner) (1817–1892), deutscher Psychiater und Klinikdirektor
- Mary Snell-Hornby (* 1940), britische Übersetzungswissenschaftlerin
- Otto Snell (1859–1939), deutscher Psychiater und Klinikdirektor
- Patricia Snell (1927–2021), kanadische Opernsängerin
- Peter Snell (1938–2019), neuseeländischer Leichtathlet
- Richard Snell (1867–1934), deutscher Psychiater und Klinikdirektor
- Richard Snell (Maskenbildner) (1955–2006), US-amerikanischer Maskenbildner
- Ted Snell (* 1946), kanadischer Eishockeyspieler und -trainer
- Tony Snell (* 1991), US-amerikanischer Basketballspieler
- Walter Henry Snell (1889–1980), US-amerikanischer Pilzkundler
- Wesley Snell (* 1976), amerikanisch-kanadischer Eishockeyspieler
- Wilhelm Snell (1789–1851), deutscher Jurist, Politiker im Schweizer Exil
- Willebrord van Roijen Snell (1580–1626), niederländischer Astronom und Mathematiker